# Pareuxesta xanthomera
Pareuxesta xanthomera är en tvåvingeart som beskrevs av Steyskal 1966. Pareuxesta xanthomera ingår i släktet Pareuxesta och familjen fläckflugor. Inga underarter finns listade i Catalogue of Life.